# Edouard Zenovka
Edouard Grigorievitch Zenovka (en russe : Эдуард Григорьевич Зеновка), né le 26 avril 1969 à Moscou, est un pentathlonien russe.

## Biographie
Edouard Zenovka remporte trois médailles aux Jeux olympiques (l'argent par équipe et le bronze en individuel en 1992 et l'argent en individuel en 1996), et est sacré champion du monde par équipe en 1990 et 1991 ainsi que champion d'Europe par équipe en 1997. Il est aussi médaillé d'argent en relais aux Mondiaux de 1999 et médaillé de bronze mondial par équipe en 1997. 
Le 11 février 1993, Edouard Zenovka et sa femme Oksana Kostina (une gymnaste rythmique championne du monde et d'Europe) subissent un grave accident de la route près de Moscou ; Oksana Kostina meurt de ses blessures à l'hôpital et l'enquête de police révèle que Zenovska était ivre au moment de l'accident.